# Svetli Put Lénina
Svetli Put Lénina (del ruso: Светлый Путь Ленина) es un posiólok del raión de Temriuk del krai de Krasnodar del sur de Rusia. Está situado en la península de Tamán, en el delta del Kubán, 20 km al nordeste de Temriuk y 105 km al oeste de Krasnodar, la capital del krai. Tenía 2660 habitantes en 2010.
Pertenece al municipio Kurchanskoye.